# Armilustrio

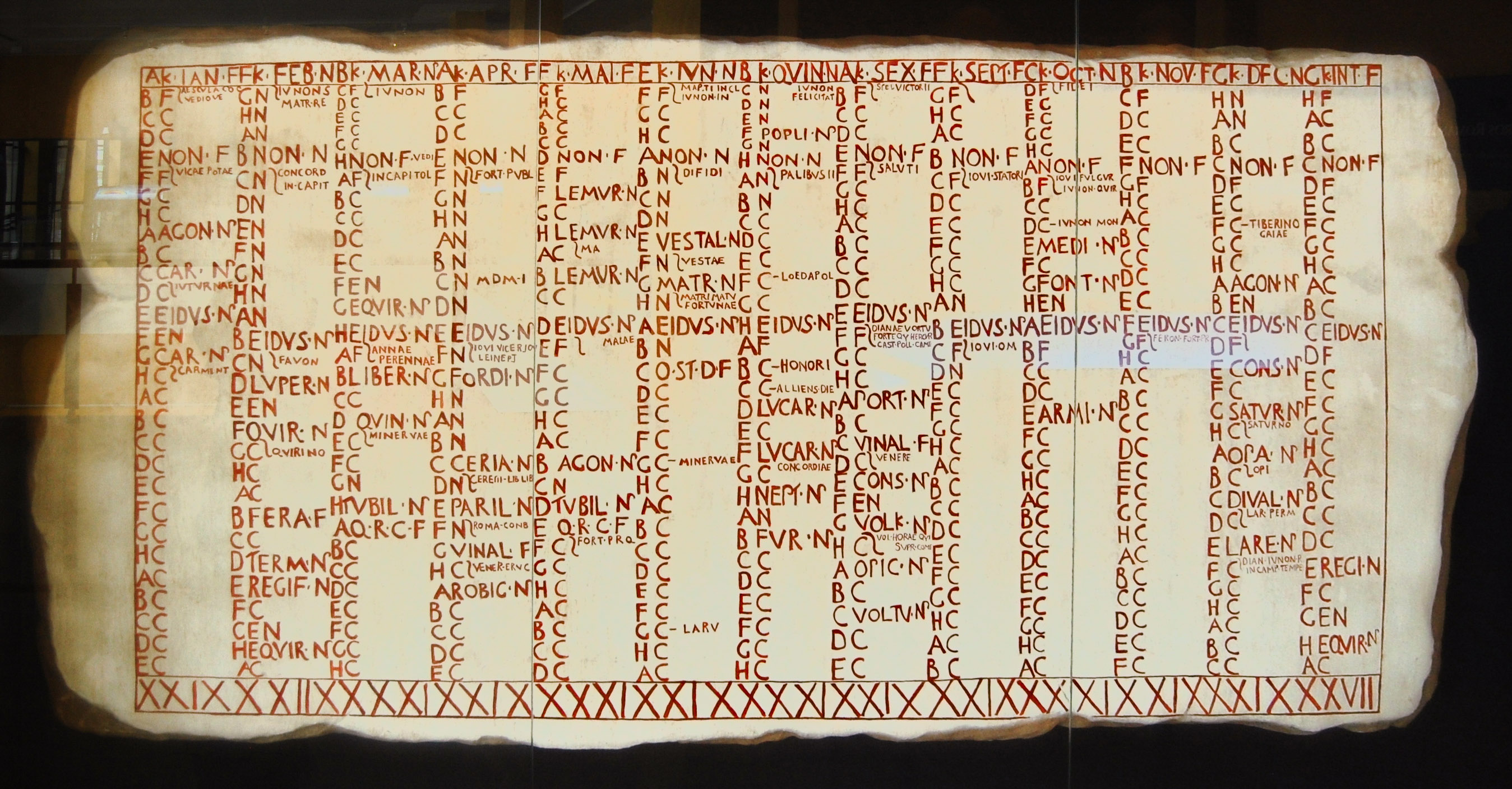
Reproducción del calendario Fasti Antiates maiores,. En el mes de octubre, Armilustrio lleva la marca ARMI.

El armilustrio (latín: Armilustrium) era la fiesta militar que se celebraba anualmente en Roma el 19 de octubre para la purificación de las armas. Era una fiesta en honor de Marte, dios de la guerra, y se celebraba el 19 de octubre.
Reunidas las legiones en el Monte Aventino eran revistadas y se tocaban las trompetas (tubae) como parte de los ritos de purificación. Allí celebraban una procesión con antorchas y animales que se ofrecían como sacrificio expiatorio por la prosperidad de los ejércitos. Los celebrantes bailaban armados al son de la música. Es posible que los sacerdotes danzantes de Marte, conocidos como los salii, también participaran en la ceremonia.
Los fiestas asociadas a Marte se celebraban principalmente durante los meses de marzo, el Martius latino, que recibió del dios su nombre, y en octubre, para iniciar y finalizar la temporada de campañas militares. Estas fiestas eran la Equirria, las carreras de carros sacros que se celebraban el 27 de febrero y el 14 de marzo, y el 15 de octubre con el sacrificio del caballo de octubre; el Agonium Martiale, el 17 de marzo; las Quincuatrías (Quinquatrus), otro ritual para purificar las armas antes de la temporada de campañas militares, el 19 de marzo; y tras el Armilustrio, las Tubilustrias (Tubilustrium), "Purificación de las Trompetas", el 23 de octubre.

## Localización
La ubicación de la ceremonia festiva da su nombre al vicus armilustrium (vicus: barrio en latín). Estaba ubicado en un gran espacio abierto cerca de la colina de Aventino, y según una indicación de Plutarco, se encuentra cerca del lugar llamado Armiglustrium donde la tumba de Tito Tacio, corregente de Roma con Rómulo. Este nombre también aparece en algunas inscripciones lapidarias que se encuentran en Roma.